# Royne Zetterman
Royne Zetterman, né le 7 décembre 1957 à Kungsbacka en Suède, est un cavalier de saut d'obstacles suédois.

## Palmarès mondial
- 2002 : médaille d'argent par équipe aux Jeux équestres mondiaux de Jerez de la Frontera en Espagne avec Richmont Park.